# 帕通橋

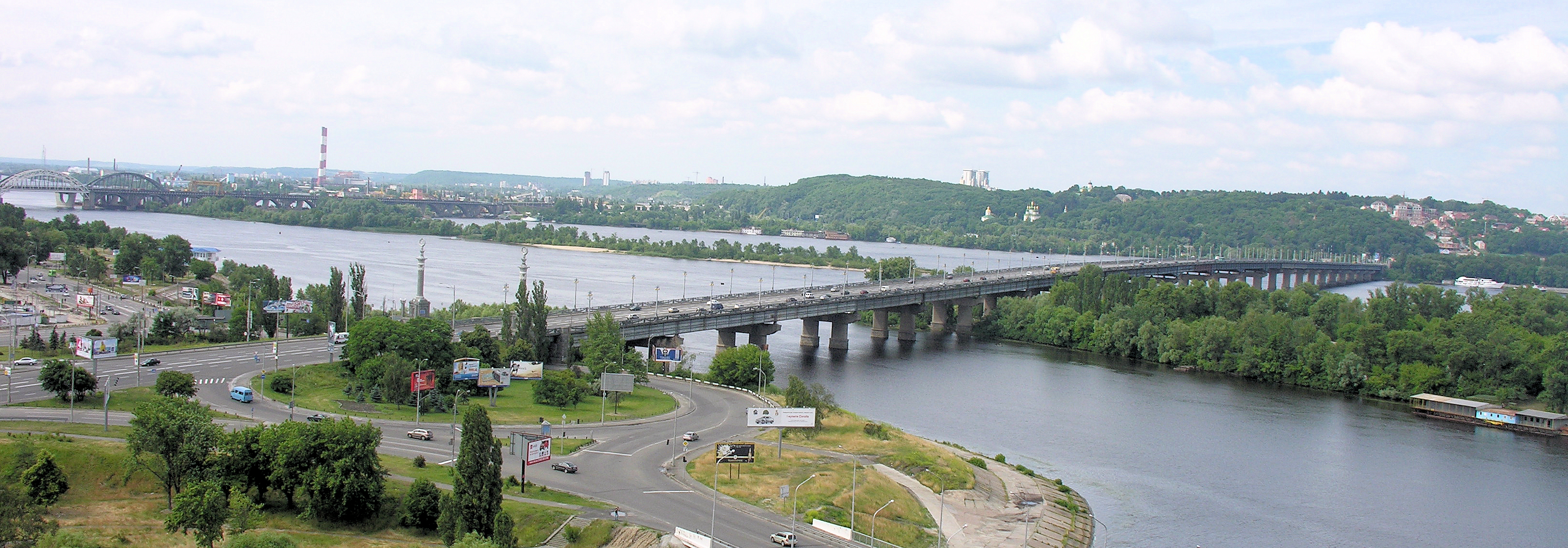
帕通橋

50°25′38″N 30°34′55″E / 50.42722°N 30.58194°E
帕通橋（羅馬化：Mist imeni Patona）是烏克蘭首都基輔市內第聶伯河上的橋樑之一，修建於1941年至1953年。該橋樑全長1,543（5,062英尺），是世界首個全焊接結構橋樑，也是基輔最長的橋樑，全長1,543米，通車於1953年11月5日。以葉夫亨·帕通命名。

## 外部連結
维基共享资源上的相關多媒體資源：帕通橋